# Arnaud Cathrine
 (juillet 2019).
Si vous disposez d'ouvrages ou d'articles de référence ou si vous connaissez des sites web de qualité traitant du thème abordé ici, merci de compléter l'article en donnant les références utiles à sa vérifiabilité et en les liant à la section « Notes et références ».
Arnaud Cathrine, né le 29 décembre 1973 à Cosne-Cours-sur-Loire dans la Nièvre, est un écrivain français.

## Biographie
Arnaud Cathrine a suivi des études de lettres modernes et d’anglais à Paris. Plongé dans la musique (piano et chant), la lecture de Camus et William Faulkner provoque un déclic : il commence à écrire à l’âge de quinze ans et publie son premier roman, Les Yeux secs, en 1998. Depuis, il a fait paraître une trentaine de livres, dont la moitié destinée à la jeunesse. Il dit être devenu écrivain « le jour où il a renoncé à vouloir être chanteur ».
En dehors de ce sillon principal, Arnaud Cathrine aime tout particulièrement ouvrir le champ d’exploration de l’écriture : il écrit donc des paroles pour le chanteur Florent Marchet, ainsi que pour Joseph d’Anvers, et il a adapté son roman La Route de Midland au cinéma avec Éric Caravaca (sortie en 2004 sous le titre Le Passager avec Julie Depardieu). Depuis, il a coécrit La Faute à Fidel !, premier long métrage de Julie Gavras ainsi que Neuf jours en hiver, adapté de son roman Je ne retrouve personne, réalisé par Alain Tasma et Carré 35, réalisé par Éric Caravaca (sélection officielle du festival de Cannes 2017, hors compétition, et nommé aux Césars 2018).
Il a été chroniqueur et producteur à France Culture, membre d’une commission du Centre national de la cinématographie. Il est à présent conseiller littéraire pour trois festivals littéraires Correspondances de Manosque, Tandem à Nevers, Les émancipés à Vannes ainsi que pour la Maison de la poésie à Paris.
Enfin, il est un habitué des « lectures musicales » ; Frère animal (publié en 2008 chez Verticales) est un roman cochanté et coécrit avec Florent Marchet. La transcription scénique réunit Florent Marchet, Valérie Leulliot (Autour de Lucie), Nicolas Martel (Las Ondas Marteles) et Arnaud Cathrine qui renoue par la même occasion avec son premier amour, la musique et la chanson. Frère animal, qui a été créé avec la Scène nationale de la Roche-sur-Yon, s’est produit à Paris au Café de la Danse, à L'Européen, aux Bouffes du Nord et en tournée pour une cinquantaine de dates.
En 2005 paraît Sweet home, qui est rapproché de Falaises d’Olivier Adam paru la même année ; les deux œuvres présentent des « affinités frappantes ».
En 2011, Arnaud Cathrine a écrit avec Julie Rey un nouveau spectacle musical, Il n’y a pas de cœur étanche. Ce spectacle a pour décor un hôpital psychiatrique où les deux artistes se sont rendus régulièrement, de septembre 2009 à juillet 2010, pour rencontrer une douzaine de patients. Créé à Dijon en mars 2011, il a été joué à Paris et en province.
En 2013, Arnaud Cathrine a joué au côté de Nathalie Richard dans l'adaptation scénique de son livre Le journal intime de Benjamin Lorca, mise en scène par Ninon Brétécher (104 et Théâtre Monfort). En 2015, il a écrit un spectacle interprété par Anna Mouglalis et mis en scène par la même Ninon Brétécher : Sérénades.
Le deuxième volet de l'aventure Frère animal, paraît chez Pias en 2016, sous forme d’album cette fois. Après les Francofolies de La Rochelle, la Philharmonie de Paris et le Trianon (le groupe est accompagné pour l’occasion par Bernard Lavilliers et Jeanne Cherhal), le spectacle a tourné dans toute la France.
Arnaud Cathrine a publié en mars 2019 aux Éditions Verticales / Gallimard : J’entends des regards que vous croyez muets. Il est parti en tournée en 2018-2019 avec Vincent Dedienne pour la lecture de Fou de Vincent d’Hervé Guibert.
En 2020 paraît Romance, qui renvoie au roman de Guibert et ausculte les sentiments amoureux adolescents sous une forme mêlant photos, textos et notes diverses au texte.

## Œuvres

### Littérature
- 1998 : Les Yeux secs, Verticales  (ISBN 2290051551) ; J'ai lu.
- 1999 : L'Invention du père, Verticales  (ISBN 2843350662) ; Point Seuil.
- 2001 : La Route de Midland, Verticales  (ISBN 284335045X) ; Points Seuil.
- 2002 : Les Vies de Luka, Verticales.
- 2004 : Exercices de deuil, Verticales.
- 2005 : Sweet Home, Verticales ; Folio.
- 2007 : La Disparition de Richard Taylor, Verticales  (ISBN 2070781291) ; Folio.
- 2007 : Les Histoires de frères, Les éditions du chemin de fer  (ISBN 2916130012).
- 2008 : Frère animal, livre musical avec Florent Marchet, Verticales  (ISBN 9782070120390).
- 2010 : Le Journal intime de Benjamin Lorca[7], Paris, Verticales, 195 p. (ISBN 978-2-07-012824-2).
- 2011 : Nos vies romancées[13], éditions Stock, 206 p. (ISBN 978-2-234-06938-1).
- 2013 : Je ne retrouve personne[3], Paris, Verticales, 240 p. (ISBN 978-2-07-013785-5).
- 2015 : Pas exactement l’amour[14],[15], Éditions Verticales, 240 p.  (ISBN 978-2-07-014766-3) – Prix de la nouvelle[16] de l'Académie Française.
- 2016 : À la place du cœur 1[17], éditions Robert Laffont, coll. R.
- 2017 : À la place du cœur 2, Robert Laffont, coll. R.
- 2018 : À la place du cœur 3[18], Robert Laffont, coll. R.
- 2019 : J'entends des regards que vous croyez muets[10], Éditions Verticales, 192 p.  (ISBN 2072822378).
- 2019 : Andrew est plus beau que toi, avec The Anonymous Project, Éditions Flammarion, 180 p.  (ISBN 2081485265).
- 2020 : Romance, Robert Laffont, coll. R, 304 p.  (ISBN 2221216709).
- 2021 : Les Nouvelles vagues[19], Robert Laffont, coll. R, 320 p.  (ISBN 9782221250181).
- 2022 : Début de siècles[20], Verticales, 320 p.  (ISBN 9782072945618).
- 2022 : Octave[21], Robert Laffont, coll. R, 400 p.  (ISBN 9782221256985).
- 2025 : Roman de plages, Groupe Flammarion, 256p.

### Littérature jeunesse
- 2000 : Mon démon s’appelle Martin, L'École des loisirs, coll. « Médium ».
- 2001 : Je suis un garçon, L’École des loisirs, coll. « Neuf ».
- 2001 : Vendredi 13 chez tante Jeanne, L'École des loisirs, coll. « Médium ».
- 2002 : Les Choses impossibles, L’École des loisirs, coll. « Médium ».
- 2004 : Faits d’hiver, L’École des loisirs, coll. « Médium ».
- 2006 : Pas de printemps pour Charlie, nouvelle in recueil La cinquième saison, L'École des loisirs, coll. « Médium ».
- 2006 : Je suis la honte de la famille, L’École des loisirs, coll. « Neuf ».
- 2006 : Nous ne grandirons pas ensemble, L’École des loisirs, coll.«  Neuf ».
- 2006 : La Vie peut-être, L’École des loisirs, coll. « Médium ».
- 2007 : Edvard Munch - L’enfant terrible de la peinture, L’École des loisirs, coll. « Belles vies ».
- 2008 : Moi je, L’École des loisirs, coll. « Médium ».
- 2012 : Coquillette la Mauviette, livre disque avec Florent Marchet, illustrations d'Aurélie Guillerey, Actes Sud Junior.
- 2014 : Je suis l'idôle de mon père, Thierry Magnier.

## Littérature théâtre
- 2020 : Successions, suivi de Sérénades, Actes Sud, 72p.

## Filmographie
- 2001 : Notre besoin de consolation, court métrage de Jean-François Fontanel - scénario, adaptation et dialogues de Jean-François Fontanel et Arnaud Cathrine.
- 2005 : Le Passager, long métrage d’Éric Caravaca - scénario, adaptation et dialogues d’Éric Caravaca et Arnaud Cathrine, d'après le roman La Route de Midland d’Arnaud Cathrine.
- 2006 : La Faute à Fidel !, long métrage de Julie Gavras - scénario, adaptation et dialogues de Julie Gavras, avec la collaboration d’Arnaud Cathrine, d’après le roman de Domitilla Calamai.
- 2007 : Rio Baril, clip du single de Florent Marchet réalisé par Charles Fréger - scénario de Charles Fréger, Florent Marchet et Arnaud Cathrine.
- 2008 : La Chanson du DRH, clip du single de Frère animal réalisation et scénario d'Arnaud Cathrine.
- 2017 : Carré 35, long métrage documentaire d’Éric Caravaca - scénario, adaptation et dialogues d’Éric Caravaca et Arnaud Cathrine.

## Chansons
- 2006 : texte de la chanson En ville pour Joseph d’Anvers.
- 2007 : texte des chansons Les Bonnes Écoles, Les Cachets, On a rien vu venir et Les Visites sur l’album Rio Baril de Florent Marchet.

## Décoration
- 2023 :  Chevalier de l'ordre national du Mérite[22]

## Prix et distinctions
- Sélection Prix France Culture-Télérama 2007 pour La Disparition de Richard Taylor
- Sélection Prix du livre Inter 2007[23] pour La Disparition de Richard Taylor
- Sélection Prix France Culture-Télérama 2010[24] pour Le Journal intime de Benjamin Lorca
- Prix de la nouvelle 2015[16] de l'Académie française pour Pas exactement l’amour
- Sélection Prix Vendredi 2023[25] pour Octave

Deux de ses ouvrages font partie de la « Bibliothèque idéale » du Centre national de la littérature pour la jeunesse (BnF) :
- Edvard Munch - L’enfant terrible de la peinture (2007)
- Romance (2020)